# Jan Ingenhousz
Jan o Johannes Ingenhusz o Ingen-Husz (Breda, 8 de diciembre de 1730-Bowood Park, Calne, Wiltshire, 7 de septiembre de 1799) fue un médico, botánico, fisiólogo y químico británico de origen neerlandés, considerado el descubridor de la fotosíntesis vegetal que transforma sustancias inorgánicas en orgánicas en presencia de la luz, liberando oxígeno en el proceso.

## Biografía
Era hijo de un comerciante de cuero y fue animado a estudiar medicina por el prestigioso médico inglés John Pringle (1707-1782), presidente de la Royal Society y facultativo del rey. Estudió en su natal Breda y en Leiden y completó luego sus estudios en París y Edimburgo para volver de nuevo a Breda, donde trabajó como médico en una consulta privada. Después marchó a Londres y allí trabajó en un hospital, donde se atrevió a innovar inoculando a los pacientes con pequeñas cantidades del virus vivo y sin modificar de la viruela, volviéndose por tal actividad un pionero de la vacunación. Se hizo amigo además de Benjamin Franklin (1706-1790). En 1768 se trasladó a Viena para practicar la inoculación contra la viruela a la real familia de María Teresa I de Austria y poco después ejerció como médico de su corte, cargo que ocupó durante más de diez años. Vuelto después a Londres, comenzó a interesarse por el gas oxígeno que las plantas producían y que había sido descubierto entre 1771 y 1772 por el químico sueco Carl Wilhelm Scheele (1742–1786), aunque erróneamente dicho descubrimiento se le atribuía entonces al también químico británico Joseph Priestley en 1774. Fue así como descubrió la fotosíntesis o producción de gas oxígeno por las plantas en presencia de la luz.
Ingenhousz ideó diversos experimentos para demostrarlo y realizó cientos de comprobaciones para cuantificar el oxígeno consumido y desprendido por las plantas en su proceso de respiración; en 1779 demostró que eliminan dióxido de carbono (CO2) en la oscuridad. Es más, comprobó que la cantidad de oxígeno desprendida por el día era menor que la cantidad de CO2 desprendida por la noche y que la fotosíntesis permite a la planta utilizar el CO2 para crecer. Observó que las plantas sumergidas en agua emitían pequeñas burbujas y dedujo que era a causa de la luz solar. Publicó estos descubrimientos en Experiments Upon Vegetables, Discovering Their Great Power of Purifying the Common Air in Sunshine e Injuring It in the Shade and at Night.
Inventó además en 1766 un dispositivo para generar grandes cantidades de electricidad estática y, en 1789 realizó las primeras mediciones cuantitativas sobre la conducción o propagación del calor en los cuerpos metálicos. También observó la conductividad de los metales realizando un famoso experimento en 1789; a él se debe igualmente el uso de placas de vidrio en la electrostática (como la máquina de Ramsden).
Falleció en 1799, y fue enterrado en Calne, Inglaterra. Su esposa murió al año siguiente.

## Algunas publicaciones
- An Essay on the Food of Plants and the Renovation of soils ( Un ensayo sobre la Alimentación de las Plantas[12] y la Renovación de los Suelos). 1796
- Nouvelles expériences et observations sur divers objets de physique 1785
- Experiments upon Vegetables: Discovering their Great Power of Purifying the Common Air in the Sunshine and of Injuring it in the Shade at Night ( Experimentos sobre Vegetales: Descubrimiento de su gran poder de purificar el aire común por la luz solar y de herirlo en la sombra en la noche). 1779
- Experiments on the Torpedo. 1775

## Honores
- 1779, electo miembro de la Royal Society de Londres

### Epónimos
- (Malvaceae) Ingenhouszia Meisn.[13]